# 圖庫皮塔
圖庫皮塔是委內瑞拉的城鎮，也是阿馬庫羅三角洲州的首府，位於該國東北部，始建於1848年，海拔高度5米，主要經濟活動是生態旅遊，2001年人口72,856。